# Martin Eng
Martin Eng (* 5. März 1986) ist ein norwegischer ehemaliger Biathlet und heutiger Biathlontrainer.
Martin Eng von Nittedal IL bestritt 2002 in Ål seine beiden ersten Rennen im Junioren-Europacup und gewann sowohl das Einzel als auch den Sprint. Die nächsten Rennen bestritt er erst 2004, erreichte aber immer einstellige Platzierungen, bis er in Kontiolahti 2005 erstmals an einer Junioren-Weltmeisterschaft teilnahm. Er wurde 19. im Einzel und 17. im Sprint, hatte seine Erfolge aber als Silbermedaillengewinner in der Verfolgung hinter seinem Landsmann Anders Bratli, im Staffelrennen gewann er die Goldmedaille. Ein Jahr später konnte Eng in Presque Isle keine Medaillen gewinnen, verpasste als Vierter im Staffelrennen und Fünfter der Verfolgung Medaillen recht knapp. Im Einzel wurde er zudem Neunter, nur im Sprint verpasste er als 23. eine Top-Platzierung. In Obertilliach konnte Eng 2006 sein Debüt im Biathlon-Europacup geben und wurde 18. in einem Sprintrennen. 2007 nahm Eng in Martell letztmals an einer Junioren-WM teil. Im Sprint lief er auf den sechsten, im Einzel und der Verfolgung auf den siebten Rang. Mit der Staffel gewann er die Silbermedaille. Erst zu den Biathlon-Europameisterschaften 2009 in Ufa konnte der Norweger erneut bei einem Großereignis antreten. Im Sprint und dem anschließenden Verfolger erreichte er die 12. Platze, im Einzel war er als 14. nur wenig schwächer. 2010 lief er bei der EM in Otepää auf die Plätze 32 im Einzel, 25 im Sprint und 23 in der Verfolgung. Mit Ronny Hafsås, Henrik L’Abée-Lund und Rune Brattsveen wurde er als Startläufer mit der Staffel zudem Fünfter. Zum Ende der Saison 2010/11 gab Eng am Holmenkollen in Oslo sein Debüt im Biathlon-Weltcup, verpasste aber als 67. im Sprint sowohl das Verfolgungsrennen als auch die Punkteränge. Bei den Biathlon-Europameisterschaften 2011 in Ridnaun wurde Eng an der Seite von Jan Olav Gjermundshaug, Henrik L’Abée-Lund und Lars Helge Birkeland erneut Staffel-Fünfter sowie 21. des Einzels, 23. des Sprints und 19. der Verfolgung. 2011 erreichte er mit zwei dritten Rängen in Sprint und Verfolgung in Annecy seine besten Resultate im IBU-Cup. In der Saison 2011/2012 konnte Eng mit Platz 11 im Sprint von Hochfilzen erstmals Punkte im Weltcup gewinnen.
National gewann Eng 2007 Halvard Hanevold, Lars Stensløkken und Stian Eckhoff als Vertretung der Region Oslo og Akershus den Staffeltitel, 2009 wurde er in der Disziplin Vizemeister, 2010 gewann er mit Magnus L’Abée-Lund, Christian Sæten und Henrik L’Abée-Lund erneut den Titel. 2011 wurde Eng Staffeldritter. In der Saison 2013/14 kehrte er kurzzeitig zur Weltmeisterschaft zurück und trat nach der Saison 2014/15 zurück.
Nach seiner Karriere schlug Eng eine Trainerlaufbahn ein. Er betreut in Lillehammer das größte norwegische Biathlon-Privatteam Team Consto, dem unter anderem Ukaleq Astri Slettemark und Tuva Aas Stræte angehören.

## Biathlon-Weltcup-Platzierungen
Die Tabelle zeigt alle Platzierungen (je nach Austragungsjahr einschließlich Olympische Spiele und Weltmeisterschaften).
- 1.–3. Platz: Anzahl der Podiumsplatzierungen
- Top 10: Anzahl der Platzierungen unter den ersten zehn (einschließlich Podium)
- Punkteränge: Anzahl der Platzierungen innerhalb der Punkteränge (einschließlich Podium und Top 10)
- Starts: Anzahl gelaufener Rennen in der jeweiligen Disziplin

| Platzierung              | Einzel | Sprint | Verfolgung | Massenstart | Staffel | Gesamt |
| ------------------------ | ------ | ------ | ---------- | ----------- | ------- | ------ |
| 1. Platz                 |        |        |            |             |         |        |
| 2. Platz                 |        |        |            |             |         |        |
| 3. Platz                 |        |        |            |             |         |        |
| Top 10                   |        |        |            |             |         |        |
| Punkteränge              |        | 1      | 1          |             |         | 2      |
| Starts                   |        | 2      | 1          |             |         | 3      |
| Stand: 17. Dezember 2011 |        |        |            |             |         |        |